# Juegos Asiáticos
Los Juegos Asiáticos o Juegos de Asia (en inglés: Asian Games), también conocidos como Asiada (de forma similar a «olimpiada»; en inglés: Asiad) son un evento multideportivo que se celebra cada cuatro años y en el que participan deportistas de todos los países de Asia pertenecientes al Consejo Olímpico de Asia.
Son una versión reducida de unos Juegos Olímpicos y similares a otros juegos regionales que se celebran en distintas partes del mundo, como los Juegos Panamericanos, los Juegos Centroamericanos y del Caribe, los Juegos Suramericanos, los Juegos Mediterráneos, los Juegos Panafricanos y los Juegos del Pacífico, etc.
La organización y regulación de estos Juegos está bajo la responsabilidad del Consejo Olímpico de Asia y la supervisión del Comité Olímpico Internacional. Son muy populares en los países asiáticos y son considerados el segundo evento deportivo más grande del mundo después de los Juegos Olímpicos de Verano, aunque tienen escasa repercusión en otras partes del mundo. China, Japón y Corea del Sur tienen el liderazgo en el medallero.

## Historia
El origen de los Juegos Asiáticos, se remontan a unos pequeños juegos multideportivos llamados Juegos del Lejano Oriente que se disputaron por primera vez en 1913 en Manila, Filipinas y que tenían como finalidad fomentar la amistad y las buenas relaciones entre Japón, China y Filipinas, naciones tradicionalmente enfrentadas en numerosos conflictos. En este primer evento se disputaron en competencias deportivas por ocho días las naciones de Filipinas, China, Japón, Malasia, Tailandia y Hong Kong.
Este acontecimiento deportivo, luego de diez ediciones, llegó a su fin en 1934. La decimoprimera edición se programó realizarse en 1938 en Japón, pero fue cancelado cuando se produjo la invasión japonesa de China (segunda guerra sino-japonesa) y la Segunda Guerra Mundial.
Después de la Guerra, numerosos países asiáticos consiguieron la independencia tras el proceso de descolonización. Luego de la terrible experiencia bélica, volvió a renacer la idea de unos Juegos deportivos que facilitarían el entendimiento y la amistad. Durante la 14.ª reunión del Comité Olímpico Internacional (COI), celebrada en Londres en 1948, días antes de inaugurarse los Juegos Olímpicos de ese año, el representante indio del COI Guru Dutt Sondhi realizó la propuesta a los dirigentes deportivos del resto de países asiáticos, y desde aquí se iniciaron conversaciones para la organización de los actuales Juegos Asiáticos.
De esta manera el 13 de febrero de 1949, se formó la Federación de Atletismo de Asia, conocida luego de su transformación como Consejo Olímpico de Asia. Se decidió celebrar el evento cada cuatro años, a medio camino entre los Juegos Olímpicos. Se acordó que la primera edición se celebraría en Nueva Delhi en 1950, luego postergada a 1951 por motivos de preparación.

## Ediciones
| Año  | Evento                 | Sede                                  | Sede                | Sede           | Duración                          | Países | Deportes | Atletas | País ganador | País ganador |
| ---- | ---------------------- | ------------------------------------- | ------------------- | -------------- | --------------------------------- | ------ | -------- | ------- | ------------ | ------------ |
| 1951 | I Juegos Asiáticos     | Bandera de la India                   | Nueva Delhi         | India          | 4 al 11 de marzo                  | 11     | 6        | 489     | Japón        |              |
| 1954 | II Juegos Asiáticos    | Bandera de Filipinas                  | Manila              | Filipinas      | 1 al 9 de mayo                    | 18     | 8        | 970     | Japón        |              |
| 1958 | III Juegos Asiáticos   | Bandera de Japón                      | Tokio               | Japón          | 24 de mayo al 1 de junio          | 16     | 13       | 1820    | Japón        |              |
| 1962 | IV Juegos Asiáticos    | Bandera de Indonesia                  | Yakarta             | Indonesia      | 24 de agosto al 4 de septiembre   | 12     | 13       | 1460    | Japón        |              |
| 1966 | V Juegos Asiáticos     | Bandera de Tailandia                  | Bangkok             | Tailandia      | 9 al 20 de diciembre              | 16     | 14       | 1945    | Japón        |              |
| 1970 | VI Juegos Asiáticos    | Bandera de Tailandia                  | Bangkok             | Tailandia      | 9 al 20 de diciembre              | 16     | 13       | 2400    | Japón        |              |
| 1974 | VII Juegos Asiáticos   | Bandera de Irán                       | Teherán             | Irán           | 1 al 16 de septiembre             | 19     | 16       | 3010    | Japón        |              |
| 1978 | VIII Juegos Asiáticos  | Bandera de Tailandia                  | Bangkok             | Tailandia      | 9 al 20 de diciembre              | 19     | 19       | 3842    | Japón        |              |
| 1982 | IX Juegos Asiáticos    | Bandera de la India                   | Nueva Delhi         | India          | 19 de noviembre al 4 de diciembre | 23     | 21       | 3411    | China        |              |
| 1986 | X Juegos Asiáticos     | Bandera de Corea del Sur              | Seúl                | Corea del Sur  | 20 de septiembre al 5 de octubre  | 22     | 25       | 4839    | China        |              |
| 1990 | XI Juegos Asiáticos    | Bandera de la República Popular China | Beijing             | China          | 22 de septiembre al 7 de octubre  | 36     | 27       | 6122    | China        |              |
| 1994 | XII Juegos Asiáticos   | Bandera de Japón                      | Hiroshima           | Japón          | 2 al 16 de octubre                | 42     | 34       | 6828    | China        |              |
| 1998 | XIII Juegos Asiáticos  | Bandera de Tailandia                  | Bangkok             | Tailandia      | 6 al 20 de diciembre              | 41     | 36       | 6554    | China        |              |
| 2002 | XIV Juegos Asiáticos   | Bandera de Corea del Sur              | Busan               | Corea del Sur  | 28 de septiembre al 14 de octubre | 44     | 38       | 7711    | China        |              |
| 2006 | XV Juegos Asiáticos    | Bandera de Catar                      | Doha                | Catar          | 1 al 15 de diciembre              | 45     | 38       | 9520    | China        |              |
| 2010 | XVI Juegos Asiáticos   | Bandera de la República Popular China | Guangzhou           | China          | 12 al 27 de noviembre             | 45     | 42       | 9704    | China        |              |
| 2014 | XVII Juegos Asiáticos  | Bandera de Corea del Sur              | Incheon             | Corea del Sur  | 19 de septiembre al 4 de octubre  | 45     | 36       | 9501    | China        |              |
| 2018 | XVIII Juegos Asiáticos | Bandera de Indonesia                  | Yakarta y Palembang | Indonesia      | 18 de agosto al 2 de septiembre   | 45     | 40       | 11300   | China        |              |
| 2022 | XIX Juegos Asiáticos   | Bandera de la República Popular China | Hangzhou            | China          | 10 al 25 de septiembre            | 45     | 37       | ?       | ?            |              |
| 2026 | XX Juegos Asiáticos    | Bandera de Japón                      | Aichi y Nagoya      | Japón          | 19 de septiembre al 4 de octubre  | ?      | ?        | ?       | ?            |              |
| 2030 | XXI Juegos Asiáticos   | Bandera de Catar                      | Doha                | Catar          | Por definir                       | ?      | ?        | ?       | ?            |              |
| 2034 | XXII Juegos Asiáticos  | Bandera de Arabia Saudita             | Riad                | Arabia Saudita | Por definir                       | ?      | ?        | ?       | ?            |              |

### Anfitrión por país
Nota: Actualizado hasta 2034.
| País           | Sedes |
| -------------- | ----- |
| Tailandia      | 4     |
| China          | 3     |
| Corea del Sur  | 3     |
| Japón          | 3     |
| India          | 2     |
| Indonesia      | 2     |
| Catar          | 2     |
| Arabia Saudita | 1     |
| Irán           | 1     |
| Filipinas      | 1     |

Entre los principales hechos históricos que han intervenido en la realización de los Juegos, se identifican:
- En 1962, la cuarta edición de los Juegos se vio reducido las naciones participantes a doce. Debido a disturbios políticos ocurridos en Indonesia en 1962[7] y la negativa del país anfitrión Indonesia, de permitir la participación de Israel y la República de China debido a temas políticos y religiosos. Como resultado de ello, el Comité Olímpico Internacional sancionó a Indonesia como miembro.[8]

- En 1970, Seúl, en Corea del Sur, iba a celebrar la sexta edición de los Juegos, pero tuvo que renunciar debido a la Crisis financiera vivida en el país y los problemas de seguridad con su vecino de Corea del Norte. A Japón se le ofreció la sede pero tuvo que declinar ya que en el mismo año organizó la Expo'70. Por último, Bangkok, sede de la edición anterior, se ofreció para acoger nuevamente los Juegos.[9]

- En 1978, se repitió la misma situación. La octava edición se iba a celebrar en Islamabad, capital de Pakistán, pero los conflictos de este país con la India y Bangladés le hicieron renunciar. De nuevo Bangkok se ofreció como sede.[10]

- En 1981, debido a los conflictos políticos, económicos y religiosos, se decide crear el Consejo Olímpico de Asia.[11]

- En 2018, Hanói, en Vietnam, iba a celebrar la decimoctava edición, pero tuvo que renunciar por problemas presupuestarios.

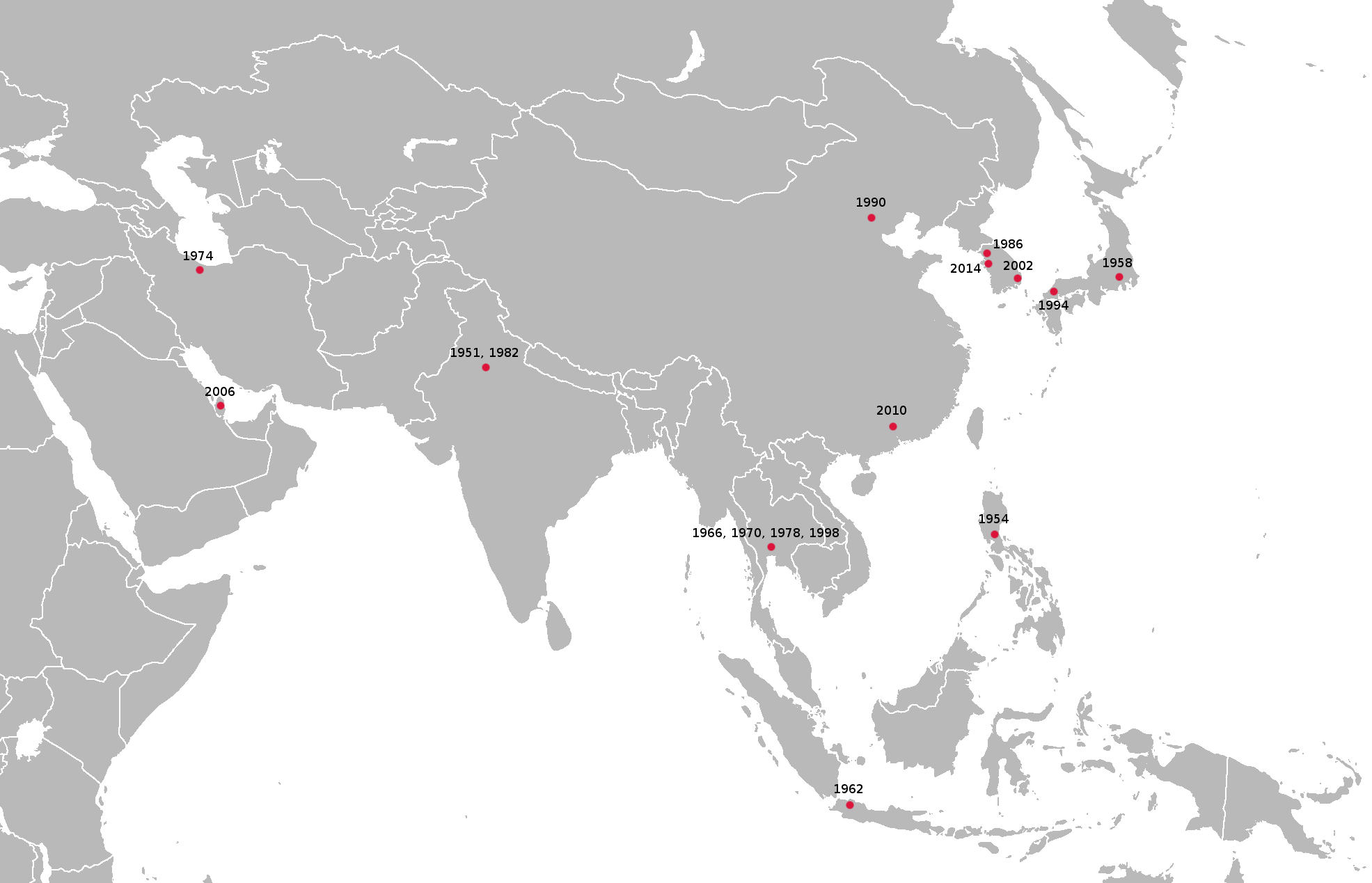
Países anfitriones de los juegos. Los puntos rojos denotan las ciudades sedes de los Juegos.

## Organización
La organización de cada edición de los Juegos Asiáticos se delega al Comité Olímpico Nacional (NOC) del país anfitrión y de la propia ciudad sede. Para ello se forma cada cuatro años, un Comité Organizador de los Juegos Asiáticos local (AGOC) que, desde el momento en que se constituye, se comunica directamente con el Consejo Olímpico de Asia, para la supervisión del evento.
El cuerpo ejecutivo del AGOC lo incluye: miembros del Consejo Olímpico de Asia del país sede, el presidente y secretario general del Comité Olímpico Nacional, y por lo menos un miembro en representación y designado por la ciudad anfitriona. Además, por lo general, incluye a representantes de los poderes públicos y otras personalidades. En todo momento el comité debe cumplir la Carta Olímpica y las instrucciones del Consejo Olímpico de Asia.

## Deportes
Entre los deportes que tienen cabida en los Juegos Asiáticos, además de los habituales como el atletismo, baloncesto, la natación, la gimnasia o el voleibol, hay deportes más típicamente asiáticos y que no son olímpicos como el Wushu, el Kabaddi, o el Sepak Takraw.
Durante la 28.ª Asamblea general del Consejo Olímpico de Asia en Singapur el 11 de julio de 2009, se decidió que el número de deportes se recortarían a 35. De estos, 28 deportes sería olímpicos y 7 no olímpicos. Estos cambios aplicarán a partir de los Juegos Asiáticos de 2014.
En total 44 deportes se han presentado en la historia de los Juegos Asiáticos:
| Deporte            | Años                  |
| ------------------ | --------------------- |
| Deportes acuáticos | desde 1951            |
| Tiro al arco       | desde 1978            |
| Atletismo          | desde 1951            |
| Bádminton          | desde 1962            |
| Béisbol            | desde 1994            |
| Baloncesto         | desde 1951            |
| Juegos de mesa     | desde 2006            |
| Culturismo         | 2002-2006             |
| Boliche            | 1978, 1986,1994-2018  |
| Boxeo              | desde 1954            |
| Piragüismo         | desde 1986            |
| Cricket            | 2010-2014             |
| Billar             | 1998-2010             |
| Ciclismo           | 1951, desde 1958      |
| Baile deportivo    | 2010                  |
| Barco-dragón       | 2010,2018             |
| Ecuestre           | 1982-1986, desde 1994 |
| Esgrima            | 1974-1978, desde 1986 |
| Fútbol             | desde 1951            |
| Golf               | desde 1982            |
| Gimnasia           | desde 1974            |
| Balonmano          | desde 1982            |

| Deporte                | Años                  |
| ---------------------- | --------------------- |
| Hockey                 | desde 1958            |
| Judo                   | desde 1986            |
| Kabaddi                | desde 1990            |
| Karate                 | desde 1994            |
| Pentatlón moderno      | 1994, 2002, 2010-     |
| Patinaje               | 2010                  |
| Remo                   | desde 1982            |
| Rugby                  | desde 1998            |
| Vela                   | 1970, desde 1978      |
| Sepak takraw           | desde 1990            |
| Disparos               | desde 1954            |
| Softbol                | desde 1994            |
| Tenis suave            | desde 1990            |
| Squash                 | desde 1998            |
| Tenis de mesa          | 1958-1966, desde 1974 |
| Taekwondo              | 1986, desde 1994      |
| Tenis                  | 1958-1966, desde 1974 |
| Triatlón               | desde 2006            |
| Voleibol               | desde 1958            |
| Levantamiento de pesas | 1951-1958, desde 1966 |
| Lucha                  | desde 1954            |
| Wushu                  | desde 1990            |

### Países participantes
A continuación, los países participantes junto al código COI de cada uno:
- Afganistán (AFG)
- Arabia Saudita (KSA)
- Brunéi (BRN)
- Bangladés (BAN)
- Birmania (MYA)
- Brunéi (BRU)
- Bután (BHU)
- Camboya (CAM)
- China (CHN)
- China Taipéi  (TPE)
- Corea  (COR)
- Corea del Norte (PRK)
- Corea del Sur (KOR)
- Emiratos Árabes Unidos (UAE)
- Filipinas (PHI)
- Hong Kong (HKG)
- India (IND)
- Indonesia (INA)
- Irán (IRI)
- Irak(IRQ)
- Israel (ISR)
- Japón (JAP)
- Jordania (JOR)
- Kazajistán (KAZ)
- Kirguistán (KGZ)
- Kuwait (KUW)
- Laos (LAO)
- Líbano (LIB)
- Macao (MAC)
- Malasia (MAS)
- Maldivas (MDV)
- Mongolia (MGL)
- Nepal (NEP)
- Omán (OMA)
- Pakistán (PAK)
- Palestina (PLE)
- Catar (QAT)
- Singapur(SIN)
- Siria (SYR)
- Sri Lanka (SRI)
- Tailandia (THA)
- Tayikistán (TJK)
- Timor Oriental (TLS)
- Turkmenistán (TKM)
- Uzbekistán (UZB)
- Vietnam (VIE)
- Yemen (YEM)

Mapa de países que pertenecen al Consejo Olímpico de Asia y son participantes de los Juegos Asiáticos.

Al evento deportivo de los Juegos Asiáticos, participan a la fecha los 45 países miembros del Consejo Olímpico de Asia. Únicamente ocho países han participado en todas las ediciones de los Juegos desde sus inicios: Corea del Sur, India, Indonesia, Japón, Filipinas, Sri Lanka, Singapur y Tailandia.
Entre los cambios que se han planteado a lo largo de los años, se identifican los relacionados con la participación o no de Taiwán, puesto que China lo considera parte de su territorio. Actualmente la fórmula elegida es la misma que para los Juegos Olímpicos, y desde 1990, Taiwán puede participar de forma independiente pero bajo el nombre de China Taipéi.
Respecto a Israel, el Consejo Olímpico de Asia (OCA) decidió su exclusión permanente como miembro, debido a su política agresiva hacia los países árabes. Por esa razón,desde 1994, Israel es miembro de Comités Olímpicos Europeos.
En 1994, después de resolver algunos conflictos internos y con el Comité Olímpico Internacional, el OCA admitió cinco de las 15 nuevas repúblicas resultantes de la disolución de la URSS Asmenistán (un país transcontinental no reconocido),  Kazajistán, Kirguistán, Uzbekistán, Turkmenistán y Tayikistán, todas situadas en Asia Central. Con esto los Juegos Asiáticos se extendieron más hacia el oeste asiático.
En 2007, fue rechazado por la OCA la propuesta de permitir a Australia para participar en los Juegos Asiáticos. Fue reconocido los beneficios que traería la inclusión, pero estos no eran compensados por el daño que haría a los otros países de Oceanía. Sin embargo, esta decisión se revirtió en 2019, debido a los cambios realizados en el proceso de clasificación para los Juegos Olímpicos de Verano de 2024.

## Medallero 1951-2018
La delegación China lidera los Juegos Asiáticos en total de medallas de oro, pero Japón en segundo lugar, tiene el liderato en número total de medallas. Muy cerca a ambas selecciones se ubica Corea del Sur. Luego en la tabla de medallas existe una brecha importante entre el tercero y cuarto lugar disputado por Irán, India y Tailandia. Para la fecha los países de Bután, Maldivas y Timor Oriental no han ganado aún la primera medalla.
A continuación medallero histórico de los Juegos Asiáticos realizados hasta la décima quinta edición de los Juegos Jakarta-Palembang 2018. Las medallas aparecen agrupadas por los Comités Olímpicos Nacionales miembros del Consejo Olímpico de Asia y se ordenan de forma decreciente contando las medallas de oro obtenidas; en caso de haber empate, se ordena de igual forma contando las medallas de plata y, en caso de mantenerse la igualdad, se cuentan las medallas de bronce. Si dos equipos tienen la misma cantidad de medallas de oro, plata y bronce, se listan en la misma posición y se ordenan alfabéticamente.
| Núm. | País                          | Oro  | Plata | Bronce | Total | Orden por Total |
| ---- | ----------------------------- | ---- | ----- | ------ | ----- | --------------- |
| 1    | República Popular China (CHN) | 1473 | 994   | 720    | 3187  | 1               |
| 2    | Japón (JPN)                   | 1032 | 1037  | 985    | 3054  | 2               |
| 3    | Corea del Sur (KOR)           | 745  | 663   | 827    | 2235  | 3               |
| 4    | Irán (IRI)                    | 179  | 181   | 197    | 557   | 6               |
| 5    | Kazajistán (KAZ)              | 155  | 158   | 224    | 557   | 7               |
| 6    | India (IND)                   | 154  | 202   | 315    | 671   | 4               |
| 7    | Tailandia (THA)               | 132  | 175   | 278    | 585   | 5               |
| 8    | Indonesia (INA)               | 112  | 131   | 240    | 483   | 9               |
| 9    | China Taipéi (TPE)            | 99   | 144   | 276    | 519   | 8               |
| 10   | Corea del Norte (PRK)         | 91   | 120   | 235    | 302   | 10              |
| 11   | China Taipéi (TPE)            | 45   | 66    | 138    | 249   | 11              |
| 12   | Uzbekistán (UZB)              | 42   | 59    | 55     | 156   | 14              |
| 13   | Malasia (MAS)                 | 42   | 52    | 100    | 194   | 13              |
| 14   | Pakistán (PAK)                | 44   | 63    | 97     | 204   | 12              |
| 15   | Singapur (SIN)                | 27   | 40    | 80     | 147   | 15              |